# La Vírgen
La Vírgen è un distretto della Costa Rica facente parte del cantone di Sarapiquí, nella provincia di Heredia.
La Vírgen comprende 32 rioni (barrios):
- Ángeles
- Arbolitos
- Bajos de Chilamate
- Boca Sardinal
- Bosque
- Caño Tambor
- Copalchí
- Cureña
- Delicias
- El Uno
- Golfito
- Llano Grande
- Lomas
- Magsaysay
- Masaya
- Medias

- Mollejón
- Paloseco
- Pangola
- Pozo Azul
- Remolinito
- San Gerardo
- San José Sur
- San Ramón
- Santa Delia
- Sardinal
- Tambor
- Tierrabuena
- Tirimbina
- Trinidad
- Vega de Sardinal
- Vuelta Cabo de Hornos